# Of, viața mea
Of, viața mea este un cântec în genul manele, lansat în anul 2000 de către duetul Costi Ioniță și Adrian Minune, însă în parte plagiat după o compoziție semnată de cântărețul Florin Salam.

## Context
Piesa a avut un rol însemnat în promovarea muzicii de manele, gen încă aflat la acea vreme în afara tendințelor mainstream. Ambii cântăreți semnaseră anterior cel puțin câte un șlagăr manea: „Țiganii din țigănie” (1998) de Adrian Minune și „Femeia te iubește” (1999), compusă de Ioniță pentru formația Valahia și ulterior interpretată de grupul L.A.

## Lansarea și promovarea piesei
La apariția piesei a contribuit și muzicianul Florin Salam, la acea vreme cunoscut sub numele Florin Fermecătoru. „Of, viața mea” a fost lansată pe albumul lui Costi Ioniță Viața mea (2000), la casa de discuri Nova Music Entertainment.
Piesa a beneficiat de un videoclip produs de către Nova Music.

## Muzică
„Of, viața mea” nu a fost compusă decât în parte de către cântăreți, deși materialele discografice o atribuie lor în totalitate. Astfel, refrenul care a făcut-o celebră se regăsește în piesa „Au, viața mea”, înregistrată cu un an mai devreme de Nicolae Guță pe discul cu același nume. Minune și Ioniță au scris cupletele pe care le interpretează pe rând, diferența de stil fiind relevantă pentru experiența muzicală a fiecăruia (aranjamentul de voci aparținând lui Ioniță amintește de formația Valahia, pe care muzicianul o părăsise în 1999). Un alt element inexistent în versiunea lui Guță este coroana (prelungirea) substanțială plasată asupra interjecției „of” la intrarea în refren, demonstrând tehnica vocală a interpreților și contribuind la succesul cântecului prin tensiunea pe care o creează.

## Versuri
Textul piesei – redactat de Cristi Ghena, Adrian Minune și Costi Ioniță – descrie disperarea unui bărbat trădat în dragoste. Etnomuzicologa americană Margaret Beissinger identifică în cântec tema jalei (engl. the theme of heartache) și consideră apariția repetată a interjecției „of” drept un element care subliniază apartenența la cultura țigănească.

## Discografie
- Costi Ioniță (2000). Viața mea, Nova Music Entertainment NM 144-2